# メッテ・フレデリクセン
メッテ・フレデリクセン（デンマーク語: Mette Frederiksen、デンマーク語発音: [mɛdə fʁɛðʁɛgsən]、1977年11月19日 - ）は、デンマークの政治家。首相、デンマーク社会民主党代表。女性としてデンマーク史上2人目の首相および社民党代表で、かつ最年少で就任した首相でもある。
労働組合職員を経て、2001年の総選挙で国会（フォルケティング）議員に初当選。2011年の総選挙を機に発足したヘレ・トーニング＝シュミット内閣では雇用相、のち司法相を務めた。2015年の総選挙で社会民主党が下野し、トーニング＝シュミットが党代表を退くと、後任の代表選に立候補し、当選。野党院内総務となった。
2019年の総選挙では社会民主党、ラディケーリ、社会主義人民党、赤緑連合、フェロー諸島社会民主党、グリーンランド進歩党からなる左翼・中道左派連合を率い、国会の過半数を確保。女王マルグレーテ2世から組閣の大命を受け、6月27日に首相に就任した。

## 経歴
オールボー出身。父は植字工、母は教師であった。オールボー・ギムナジウムを経てオールボー大学で行政学・社会科学を学び、2000年に卒業。デンマーク労働総同盟 (LO) に青年コンサルタントとして勤務した。
2001年の総選挙でコペンハーゲン県から国会議員に立候補し、初当選。社会民主党はこの総選挙で1920年以来維持してきた第一党の座を失い、第二党に転落した。国会議員に当選後、社民党の文化・メディア・男女平等担当のスポークスマンに任命された。2002年には、政治に対する熱意と勇敢さが評価され、ニーナ・バング賞を受賞。2012年にはティング賞も受賞している。
2005年の総選挙でも、社会民主党は敗れた。この総選挙の後、フレデリクセンは社会問題担当のスポークスマンに異動となり、それに加えて党国会議員団の副団長にも就任した。社会民主党は2007年の総選挙でさらに2議席を減らしたが、フレデリクセン自身は2万7707票という、全当選者中7位の得票数で再選された。
2010年5月、フレデリクセンを含む社会民主党の複数の有力な議員が、子どもを私立学校に通わせていたことが発覚した。同党は公教育の推進を主要な政策課題に掲げていたことから、デンマークのメディアはフレデリクセンらを偽善的と批判した。例えば2005年、フレデリクセンは子どもを私立に通わせている保護者を公然と非難していた。フレデリクセン自身はこれに関して、2005年以降、私教育について考え方が変わったと述べた上で、娘の最善の利益を犠牲にして政治家としてのキャリアを優先させることこそ偽善的だと釈明し、さらなる批判を浴びた。
2011年の総選挙を経て社会民主党政権が発足すると、フレデリクセンは首相のヘレ・トーニング＝シュミットのもとで、雇用相や司法相を務めた。雇用相在任中は早期退職年金制度やフレックスジョブ制度などの雇用制度改革を指揮した。
2015年の総選挙後、フレデリクセンはトーニング＝シュミットの後任として社会民主党代表に就任した。この総選挙で同党は3議席を増やし、国会の第一党に復帰したが、政権与党からは外れていた。フレデリクセン代表のもとで、社会民主党は経済面で左派的な姿勢を強める一方、グローバル化や新自由主義、移民受け入れなどには懐疑的な立場を取るようになった。
2019年の総選挙で、社会民主党は議席を1増やした。その一方で、与党のヴェンスタと自由同盟は過半数を割り込み、首相のラース・ロッケ・ラスムセンは投票日の夜に敗北を認めた。フレデリクセンは6月27日、ラスムセンの後任の首相に指名された。フレデリクセンの新政権は、社会民主党単独の少数与党政権となった。
選挙期間中は外国籍の犯罪者の強制送還など、右派ポピュリズム的なバラマキ政策を打ち出していたが、首相就任後は公約を破りより多くの外国人労働者の入国を認めるなど、立場を180度変化させている。

### ミンク殺処分問題
新型コロナウイルス感染症の流行が広がっていた2020年11月上旬、ミンク農場で新型コロナウイルスの変異種が検出され、ワクチンの有効性に悪影響を及ぼす可能性があることからデンマークで養殖されているミンク1500万頭のすべてを殺処分する決定を下した。しかしその後、政府には感染が検出された場所または直近の地域での殺処分を決定する権利しかなく、国全体で殺処分を行うとする決定には法的根拠がなかったことが判明。野党からの追及を受けたモーエンス・イェンセン農業大臣が11月18日に引責辞任したが問題はこれで終わらず、フレデリクセンは11月26日に謝罪に追い込まれた。
ヨーロッパ最大の毛皮産業に壊滅的な打撃を与えることとなったこの決定はその後も尾を引き、議会に設置された調査委員会は2022年7月5日にフレデリクセンに象徴的な懲戒処分を決定。これ以上の法的措置は行わないことも決定したもののフレデリクセンの支持率は急降下し、野党はフレデリクセンが解散総選挙を行わない場合は議会にて信任を問う投票を実施すると表明。フレデリクセンは10月6日に解散総選挙を行うと表明。11月1日の投開票の結果、社会民主党は第1党を維持し、中道右派で第2党のヴェンスタなどと連立政権を結成することで合意。約43年ぶりの左右両派による大連立政権の首班として、フレデリクセンは首相を続投することとなった。

## ギャラリー
- 在デンマーク米国大使のカーラ・サンズと（2019年8月8日）
- 左からグリーンランドのムテ・エゲーデ首相、フレデリクセン、フィンランドのサンナ・マリン首相、一人おいてアイスランドのカトリーン・ヤコブスドッティル首相（2021年11月3日）
- 左からスペインのペドロ・サンチェス首相、ウクライナのウォロディミル・ゼレンスキー大統領、フレデリクセン（2022年4月21日、キエフ）[20]
- フィンランドのサンナ・マリン首相と（2022年5月4日）

## 主張・政治姿勢
売春に厳しい姿勢を取ることで知られる。アイスランドやノルウェー、スウェーデンにおけるのと同様に、デンマークにおいても売春を禁止するよう長年にわたり強く主張してきた。2002年には売春禁止に関する公開討論会を開催し、「性的サービスの禁止に努める」とした2009年の社会民主党大会決議にもかかわった。また、アメリカ同時多発テロ事件や2015年欧州難民危機以降、切実な問題となっている移民・難民の大規模な入国については、国民の大多数に悪影響を及ぼすとして、次第に否定的な立場を取るようになっている。21世紀初頭に社会民主党が総選挙で低迷したのは、第三の道を志向し、中道主義ないし新自由主義的な経済政策を採用し、無制限のグローバル化を支持した結果だとしている。「際限のないグローバル化や移民の大量流入、自由な労働力移動のつけは下層階級が払うことになると、強く確信するようになっています」と述べている。
フレデリクセンが代表を務める社会民主党は、デンマークに入国した難民から、当局が金品を没収できるようにする法案に賛成票を投じたことがある。同法案は国際連合人権理事会で厳しく批判されたほか、第二次世界大戦中のナチス・ドイツ占領地域におけるユダヤ人の扱いに通じるとして広く懸念された。社会民主党はまた、ブルカやニカブの着用禁止を盛り込んだ法案にも賛成している。このように融和から抑圧へ難民政策の方針をシフトさせる過程で、フレデリクセンは右派のデンマーク国民党を支援するようになった。西欧諸国以外からの移民には帽子の着用を求めているほか、難民申請者の北アフリカの難民受け入れセンターへの強制送還や、福祉の見返りに移民を強制的に労働させることも主張している。他の社会民主主義政党については、労働者の権利をないがしろにしてグローバル化を推し進めた上、格差を拡大させ、さらには際限のない移民の流入を認めたことで有権者の信頼を失ったと批判している。
「デンマークの司法制度を尊重しない」ムスリムや、宗教上の理由で就業を拒む女性、ムスリムの女子が「社会にがんじがらめに」されやすいことなどを引き合いにだして、イスラームが移民受け入れの障害になっているとたびたび述べている。Kristeligt Dagblad 紙のインタビューでは「すべての移民受け入れセンターの閉鎖」や「北アフリカへの移民の送還」を主張した。こうした発言は、モルテン・エステアゴー（ラディケーリ書記長）やクリスティーナ・ナルボナ（スペイン社会労働党総裁）からゼノフォビアとして強く非難された。
2019年8月、ドナルド・トランプ大統領がデンマーク訪問直前、グリーンランドの購入の意思を示した際には否定的な見解を示した。結果的にトランプ大統領のデンマーク訪問、フレデリクセンとの会談は取りやめとなっている。